# Pro Tools
Pro Tools — цифрова звукова робоча станція для Microsoft Windows та OS X, розроблена Avid Technology. Pro Tools може працювати як окрема програма або використовувати зовнішні аналого-цифрові перетворювачі, внутрішні PCI або PCIe звукові карти з вбудованим процесором цифрових сигналів (DSP). Наразі має дві основні версії 11 (build 11.3.1) та 10 (build 10.3.10). Також анонсовано два інших релізи, — 12 і перший безкоштовний реліз.